# 汊河街道
汊河街道，是中华人民共和国江苏省扬州市邗江区下辖的一个乡镇级行政单位。

## 行政区划
汊河街道下辖以下地区：
许庄社区、徐集村、胡庄村、薛楼村、柏圩村和高桥村。